# Fontenelle-Montby
Fontenelle-Montby település Franciaországban, Doubs megyében. Lakosainak száma 81 fő (2022. január 1.). Fontenelle-Montby Cuse-et-Adrisans, Nans, Romain, Uzelle és Viéthorey községekkel határos.

## Népesség
A település népességének változása:
| Lakosok száma | 134  | 104  | 106  | 104  | 101  | 94   | 92   | 87   | 84   | 81   |
|               | 1968 | 1982 | 1990 | 2006 | 2013 | 2015 | 2017 | 2019 | 2020 | 2022 |